# قالب‌گیری تزریقی به کمک گاز

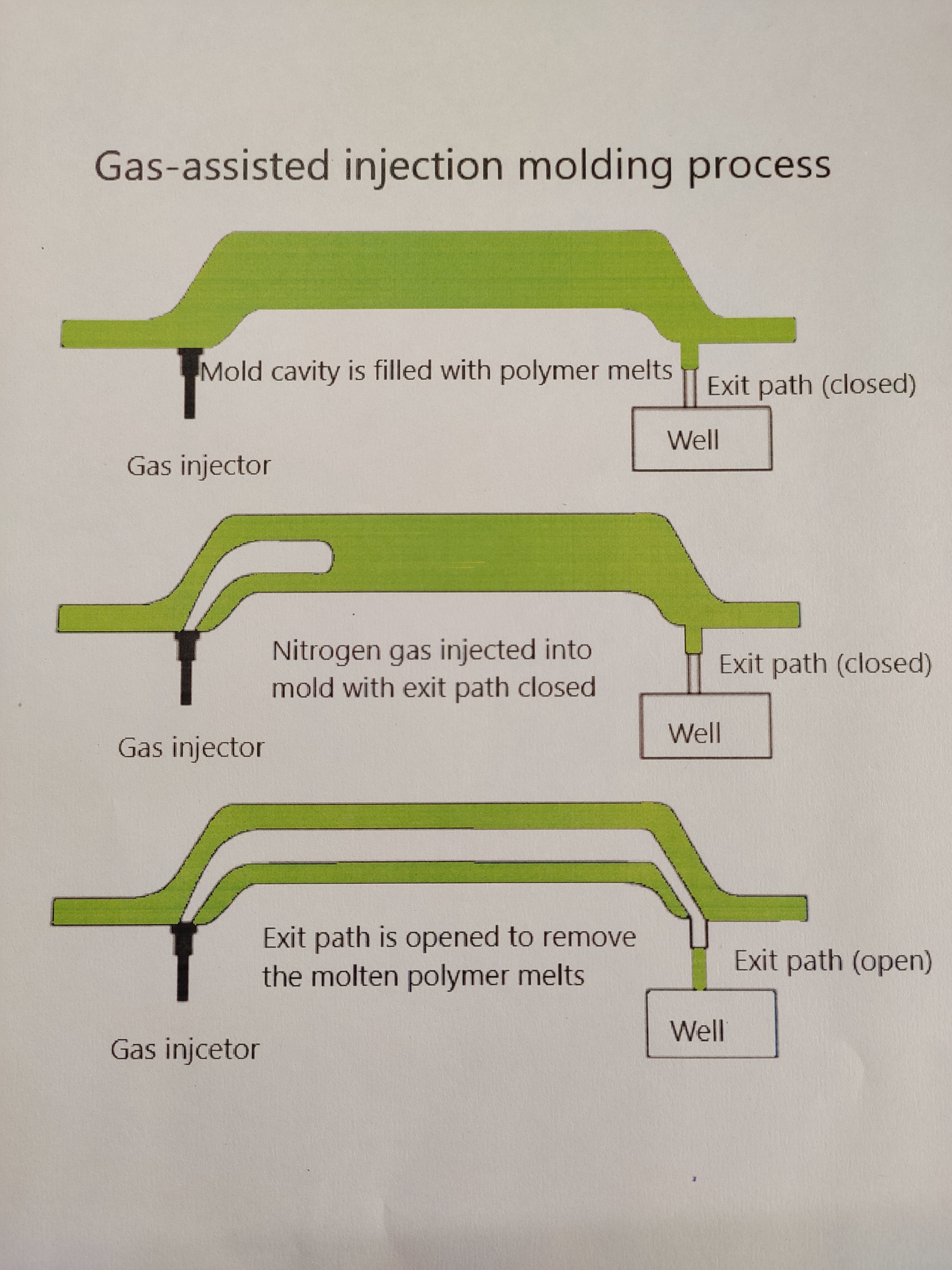
شماتیک کلی قالب‌گیری تزریقی به کمک گاز

قالب گیری تزریقی به کمک گاز (GAIM) یک فرآیند قالب گیری است که در آن یک گاز بی اثر ( عموماً نیتروژن) با فشار وارد می شود، و پلاستیک مذاب را در انتهای مرحله تزریق پلیمر به تمام سطح  قالب فشار می دهد. دلیل دمیدن گاز بی‌اثر این است که دو سطح پلیمر به یکدیگر نچسبد و شکل قالب را بگیرد. از این روش برای ساخت قطعاتی استفاده میشود که توخالی هستند. 
گرچه اتخاذ فن آوری قالب گیری به گاز خارجی به آهستگی انجام می شود ، اما تامین کنندگان از افزایش علاقه توسط تولیدکنندگان خبر می دهند.

## مفهوم اساسی
مفهوم اساسی فرآیند قالب گیری به کمک گاز کاملاً مشابه فرآیند قالب گیری تزریقی عادی است. در این قالب گیری به کمک گاز، مواد پلاستیکی به کمک استوانه گردان اکسترودر ذوب می شوند و مانند فرآیند قالب گیری تزریقی عادی به حفره های قالب تزریق می شوند (فقط تا 70٪ ~ 80٪ حجم قالب). پلاستیک ذوب‌شده در تماس با دیواره های قالب شروع به انجماد میکند و گاز نیتروژن به قالب از طریق کانال های گاز استراتژیک طراحی شده و تعبیه شده، تزریق می شود. فشار ایجاد شده توسط گاز است که مواد پلاستیکی را به راهگاه‌های قالب هدایت میکند و در نهایت قطعه تولید شده در این بخش مانند قالب گیری تزریقی عادی از قالب خارج میشوند.
ساختارهای نگهدارنده داخلی یک قطعه معمولاً ضخیم تر از دیواره قسمت خارجی است و بنابراین با سرعت کمتری خنک می شوند. این تفاوت در خنک سازی باعث ایجاد تنش های داخلی در قسمت می شود که می تواند در سطح قطعه به صورت علائم جمع‌شدگی، لکه ها، تورفتگی ها، لکه های براق ظاهر شود.
از گاز در داخل قالب برای حل مشکلات جمع‌شدگی استفاده می شود که به صورت ضخیم تر کردن ماهیچه و سپس توخالی کردن آنها استفاده می‌شود.
دو کاربرد اصلی قالب گیری به کمک گاز عبارتند از: تزریق گاز به داخل حفره قطعات (تزریق داخلی گاز) یا استفاده از گاز در سطح خارج، اما هنوز درون حفره قالب، برای محکم کردن (تزریق گاز خارجی). کاربرد اول بیشتر مورد استفاده است.

قالب تزریق به کمک گاز برای ایجاد شکل توخالی داخلی (رنگ های سبز و آبی به ترتیب نشانگر گاز بی اثر و ذوب پلیمر هستند)

## مواد مورد استفاده
در این فرآیند از مواد ترموپلاستیک استفاده می‌شود، مانند:
- پلی کربنات
- پلی فنیلن اکسید PPO (Noryl)
- پلی بوتیلن ترفتالات PBT (Valox)
- آکریلونیتریل بوتادین استارین ABS
- پلی پروپیلن
- پلی استایرن با تاثیر بالا HIPS
- پلی اتیلن با چگالی بالا HDPE

مزایای استفاده از مواد ترموپلاستیک در فرآیند قالب گیری به کمک گاز به شرح زیر است:
- مواد ترموپلاستیک قابل بازیافت هستند. در مرحله قالب گیری ، مواد را می توان به اندازه ذرات کوچک آسیاب کرد و به مقداری محدود رزین به آن اضافه می‌شود تا برای قالب گیری آماده شود.
- مواد ترموپلاستیک همچنین می توانند آسیاب شده و برای سایر فرآیندهای بعدی استفاده شوند.
- فرآیندهایی که پس از اتمام قالب سازی انجام میشود، مانند رنگ کردن، تزئین که در سهولت بازیافت تأثیر می گذارد.
- متداول ترین ترموپلاستیک هایی که امروزه مورد استفاده قرار می گیرند سازگار با RoHS هستند. که بسیاری در بازار جهانی به فروش می رسند و در محصولات مصرفی مورد استفاده قرار می گیرند.[۴]

## نکات طراحی
در طراحی قالب فرآیند قالب گیری به کمک از باید به نکات زیر توجه کرد:
- مکان های ورود و خروج گاز
- نحوه قرارگیری لوله‌های گاز نسبت به جریان مواد و لوله خروجی
- استفاده از هندسه‌های ساده: هندسه معمول برای هندسه ی کانال گاز سطح مقطع دایره است.
- خودداری از گوشه‌های تیز، وجود شعاع در گوشه‌ها ضخامت بهتری در انتهای کار ارائه میدهد.[۴]

## برتری‌ها
فرآیند قالب‌گیری تزریقی به کمک گاز به تولید یک قطعه پلاستیکی توخالی منجر می‌شود در حالیکه روش‌های دیگری که به تولید یک قطعا توخالی کامل در یک مرحله ساخت می‌انجامند، یا قالب‌گیری بادی است و یا قالب‌گیری چرخشی است.  قالب‌گیری بادی فرآیندی با تولید بالا ولی هزینه بالاست و نیاز به سرمایه‌ی اولیه‌ی زیادی دارد، که به طور معمول در ساختن بطری‌ها استفاده می‌شود. همچنین قالب‌گیری چرخشی زمان هر سیکل تولید یک قطعه حدود چند دقیقه است که این زمان برای قالب‌گیری تزریقی به کمک گاز در کمتر از یک دقیقه است و قطعه زودتر خارج می‌شود. در این نوع قالب گیری، فشارهای قالب تا 70٪ کاهش می‌یابد، بنابراین نیروهای فشاری که برای قفل نگه داشتن قالب استفاده می‌شود را کاهش می دهد و باعث می شود قالب گیری‌های بزرگتر در ماشین های کوچکتر ایجاد شود.
‌
این فرایند در تولید قطعات توخالی استفاده میشود که این قطعات سبک تر ، سبزتر(پایاتر) و ارزان تر از قطعات تولید شده‌ی معادل در قالب‌گیری تزریق سنتی است. این فرایند به این دلیل ارزان است که توخالی بودن قطعات باعث کاهش عمده‌ وزن می‌شود. همچنین در این فرآیند تلفات مواد اولیه بسار کم است که خود یکی از دلایل ارزان بودن این فرایند است.
قطعات در این نوع قالب‌گیری نیز به دلیل فشار مداوم توسط گاز در این فرآیند سریعتر خنک می شوند و به دلیل همین فشار مداوم و ثابت گاز، خطوط اعوجاج نیز روی سطح قطعه مشاهده نمی‌شود. همچنین در هنگام انجماد انقباض کمتری وجود دارد زیرا بخشهای  ضخیم تر دیواره توسط گاز تحت فشار گاز هستند و در نتیجه هیچ نشانه‌ای از انقباض و جمع‌شدگی در سطح قطعه دیده نمیشود. در نتیجه کنترل بهتر ابعادی و افزایش کیفیت سطح از مزایای اصلی استفاده از تزریق گاز است.
برخی از مزایای این فرآیند عبارتند از:
- کاهش وزن پلاستیک مذاب، در نتیجه کاهش هزینه‌ی مواد.
- قطعات ضخیم تر را می توان قالب زد.
- هیچ نشانه ای از انقباض در سطح قطعه نیست.
- تنش پسماند حداقلی در نتیجه سایش در قالب کمتر می‌شود.
- تغییر شکل قسمت کاهش یافته (warpage)
- نیروی گیرش کم
- محصولات سبک
- کاهش زمان سیکل در نتیجه کاهش هزینه‌ی تولید.

## معایب
مشکلات زیادی در قالب گیری تزریقی به کمک گاز وجود دارد. اولاً تنظیم و نصب آن نسبت به روش‌های قالب گیری تزریقی دیگر سختتر و گرانتر است. هزینه‌ی ابزار قالب تزریق در این روش بسیار گران است. این روش قالبگیری برای قالب چند حفره‌ای، که با آن همزمان میتوان چند قطعه تولید کرد، بسیار دشوار است. به خصوص اگر اندازه حفره ها نسبت به یکدیگر متفاوت باشند، به این دلیل که کنترل کردن مقدار مذاب وارد شده به هر قالب دشوار است. همچنین با وارد شدن گاز به مذاب وارد شده در قالب، این متغیر باید ردیابی و کنترل شود. به همین دلیل بدون وجود اپراتورها و تکنسین های باتجربه ماشین آلات، این قالب گیری ممکن است دچار مشکلات زیادی شود و قطعه مطلوب بدست نیاید. همچنین این ردیابی و کنترل به متفاوت شدن ضخامت دیواره ها کمک میکند، برای مثال ضخامت زیاد در گوشه‌ها مشکلی است که تلاش می‌شود از آن اجتناب شود که با کنترل دقیق گاز میسر می‌شود. مواد پلاستیکی شفاف گزینه‌ی مناسبی برای این روش نیستند، زیرا ممکن است دستیابی به کیفیت سطح مطلوب به دلیل عدم توانایی تحت فشار قرار دادن مذاب در مراحل اولیه فرآیند قالب گیری، دشوار باشد.

## همچنین ببینید
- قالب گیری (فرآیند)
- قالب‌گیری تزریقی هسته‌ی ذوب‌شونده
- قالب‌گیری تزریقی فلز
- قالب‌گیری تزریقی چند ماده
- قالب‌گیری تزریق واکنشی